# Cristianesimo in Thailandia
Il cristianesimo in Thailandia è una religione minoritaria. Circa il 95% della popolazione thailandese segue il  buddhismo, mentre i cristiani rappresentano circa l'1% della popolazione.

## Confessioni cristiane presenti

### Chiesa cattolica
La Chiesa cattolica in Thailandia fa parte della Chiesa cattolica mondiale, sotto la guida spirituale del Papa a Roma. Dal punto di vista territoriale, la Chiesa cattolica è organizzata con due sedi metropolitane (l'arcidiocesi di Bangkok e l'arcidiocesi di Thare e Nonseng) e 9 diocesi suffraganee. I cattolici sono circa 400.000, pari a circa lo 0,6% della popolazione.

### Chiesa ortodossa
La Chiesa ortodossa è presente in Thailandia con l'Eparchia di Thailandia, istituita il 26 febbraio 2019 come parte dell'Esarcato patriarcale del sud-est asiatico della Chiesa ortodossa russa. L'eparchia estende la sua giurisdizione anche sui fedeli ortodossi presenti in Cambogia, Laos e Myanmar.

### Protestantesimo
I maggiori gruppi protestanti presenti in Thailandia sono di orientamento presbiteriano, battisti, luterano, metodisti, avventisti e pentecostali; sono presenti anche gli anglicani. 
Tra le denominazioni più importanti si possono citare:
- Chiesa di Cristo in Thailandia: è nata dalla fusione di Chiese presbiteriane e battiste statunitensi presenti in Thailandia, a cui si sono aggiunti successivamente luterani e congregazionalisti: è la maggiore denominazione protestante della Thailandia e fa parte della Comunione mondiale delle Chiese riformate;
- Alleanza evangelica della Thailandia: riunisce varie chiese evangeliche thailandesi: è la seconda denominazione protestante thailandese e fa parte dell'Alleanza evangelica mondiale;
- Chiesa anglicana in Thailandia: fa parte della Comunione anglicana e dipende dalla Diocesi anglicana di Singapore;
- Convenzione battista thailandese: è affiliata alla Southern Baptist Convention;
- Missione metodista thailandese, affiliata al movimento metodista;
- Chiesa avventista del settimo giorno in Thailandia, di orientamento avventista;
- Chiesa unita pentecostale della Thailandia, affiliata al movimento pentecostale.